# Hon kom som en vind
Hon kom som en vind  är en svensk dramafilm från 1952 i regi av Hampe Faustman. I huvudrollerna ses Åke Grönberg, Margit Carlqvist och Britta Brunius.

## Om filmen
Filmen premiärvisades på biograf Olympia vid Birger Jarlsgatan i Stockholm den 26 november 1952. Som förlaga hade man den finlandssvenske författaren Walentin Chorells pjäs Fabian öppnar portarna. Inför filminspelningen bearbetades manuset av dramatikern Herbert Grevenius enligt många kritiker i en alltför fri form sett till pjäsen. Filmen fick en gedigen svensk miljöförankring, utarbetade bifigurer och en del publiktillvända inslag, som kanske inte svarade mot det tidlösa spel den finländske författaren tänkt sig. 

## Rollista i urval
- Åke Grönberg – Fabian Rosander, fabriksverkmästare i Kungsör
- Margit Carlqvist – Lilly Lilja, arbetarflicka
- Britta Brunius – Olga Rosander, Fabians hustru
- Arne Källerud – Karlsson, busschaufför, Rosanders granne
- Bengt Eklund – Gurra, verkstadsarbetare i Kungsör
- Gunnar Hellström – Olle, Fabians son, förman på fabriken i Stockholm
- Barbro Nordin – Ingrid, Olles hustru
- Sigyn Sahlin – föreståndarinna för tvättinrättningen
- Stig Johanson – Jansson, 50-årsfirande verkstadsarbetare
- Astrid Bodin – Janssons fru
- Georg Skarstedt – verkstadsarbetare
- Birger Lensander – Arvid, verkstadsarbetare
- Bengt Sundmark – verkstadsarbetare
- Gösta Holmström – tidsskrivare på fabriken i Kungsör
- Ulf Johanson – verkstadsarbetare
- Hanny Schedin – fru Boman, portvaktsfru
- Tor Isedal – radiotelegrafist på båt
- Kerstin Moheden – expedit i presentaffär
- Emy Storm – sjuksköterska
- Gustaf Färingborg – vakt i Folkets park

## Musik i filmen
- Hell Broder, kompositör Carl Michael Bellman, med ny svensk text av Eric F. Dahlquist
- Ja, må han leva!
- Vid Färjestaden, kompositör Sven Scholander, text Erik Axel Karlfeldt, sång Margit Carlqvist och Åke Grönberg
- Shenandoah (Across the Wide Missouri), instrumental.
- Isle of Capri (Capri), kompositör Will Grosz, engelsk text Jimmy Kennedy svensk text Sven-Olof Sandberg, framförs nynnande av Carin Norberg